# Константиновка (Баштанский район)
Константиновка (укр. Костянтинівка) — село в Баштанском районе Николаевской области Украины. Входит в состав Песковского сельского совета.
Село находится на берегу реки Ингул. Основано в 1782 году. Население по переписи 2001 года составляло 362 человека. Почтовый индекс — 56151. Телефонный код — 5158. Занимает площадь 0,490 км².

## Местный совет
56150, Николаевская обл., Баштанский р-н, с. Пески, пл. Кобзаря, 19, тел. 9-36-38.